# Vol 181 de Lufthansa

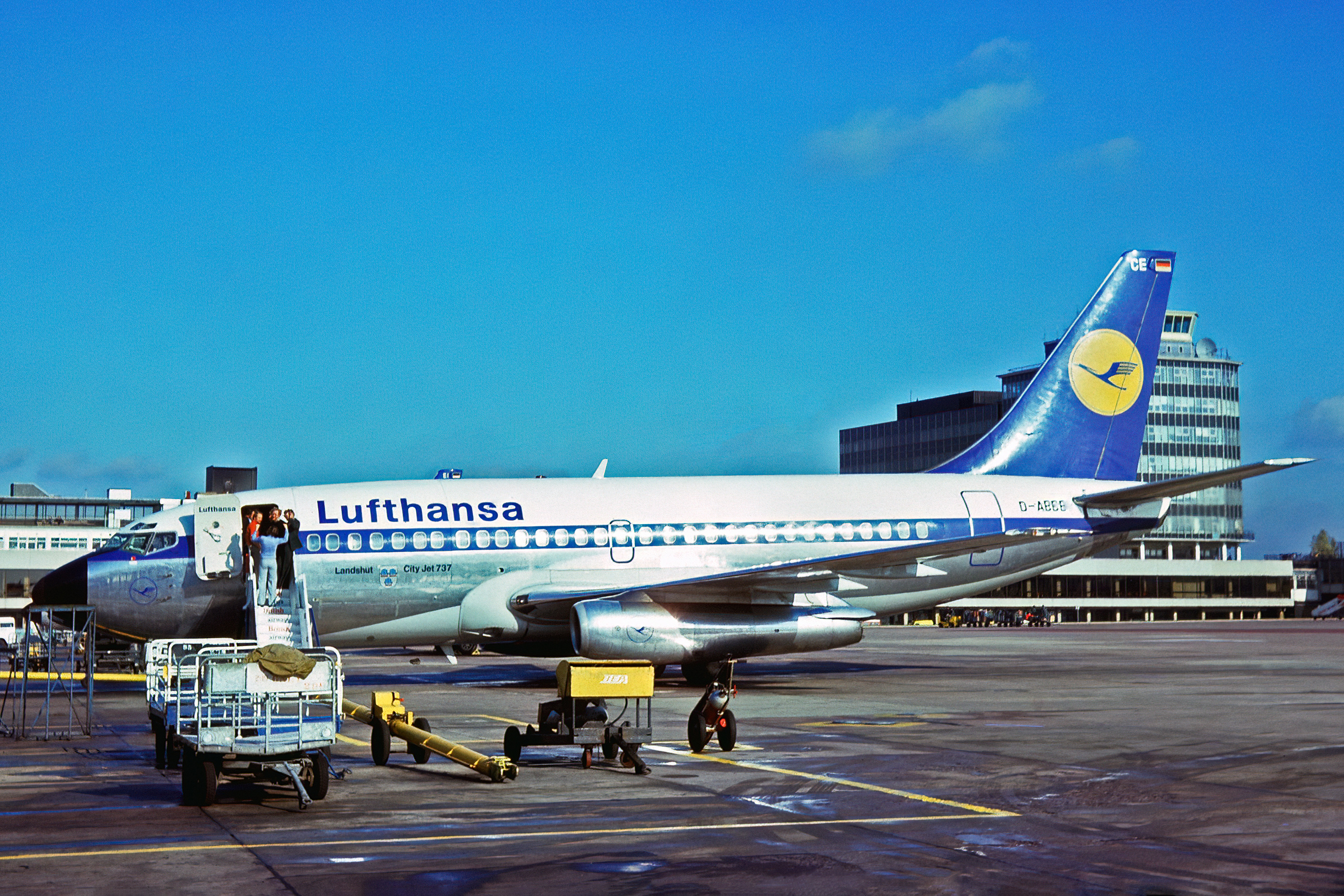
El Landshut a l'aeroport de Manchester el 1975

El segrest de l'avió «Landshut» (un Boeing 737 de Lufthansa) va succeir el 13 d'octubre de 1977 i va ser efectuat per quatre membres del Front Popular per a l'Alliberament de Palestina (FPLP) sota la direcció de l'organització armada alemanya Fracció de l'Exèrcit Roig (RAF). L'avió, que realitzava el vol 181 entre Palma i Frankfurt del Main, després de cinc dies de drama amb escales als aeroports de Roma, Làrnaca (Xipre), Al-Manama (Bahrain), Dubai i Aden (Iemen), va ser alliberat per un comando alemany antiterrorista de la GSG 9 el 18 d'octubre a l'aeroport de Mogadiscio, (Somàlia). Com a resultat d'aquesta intervenció, es va produir la mort de tres dels segrestadors i es van salvar els ostatges amb excepció del capità del vol, el pilot Jürgen Schumann, que havia estat ferit de mort pels segrestadors un dia abans.

## Rerefons polític-social
El segrest de l'avió i l'alliberament posterior dels ostatges en la denominada operació Feuerzauber («Foc màgic»), gràcies a l'assalt del grup antiterrorista d'elit alemany GSG 9, creat per Hans-Dietrich Genscher arran de la matança en les Olimpíades de Múnic el 1972, i considerat com un dels millor del món, formen part de la denominada «Tardor alemanya»: dos mesos, setembre i octubre de 1977, en els quals la República Federal Alemanya es va veure esquitxada per una sèrie d'atacs terroristes a compte de la Fracció de l'Exèrcit Roig (RAF). Aquest atemptat es va donar en estreta connexió amb el segrest de Hanns Martin Schleyer, llavors president de la Confederació Alemanya de Patronals, per part de la RAF un mes enrere. Atès que el canceller federal, Helmut Schmidt, es negava a cedir a l'exigència dels segrestadors d'intercanviar militants presos per Schleyer, la RAF decidí emprendre un nou atemptat per a pressionar el govern federal. És així com, en cooperació amb el FPLP, planejaren el segrest de l'avió. Dos anys abans ja s'havia produït una col·laboració germano-àrab similar per perpetrar l'atemptat terrorista contra la seu de l'OPEP a Viena el 1975.
El reeixit alliberament dels ostatges i la mort dels segrestadors a Mogadiscio va provocar el suposat suïcidi desesperat dels activistes de la cúpula de la RAF presos, Andreas Baader, Gudrun Ensslin i Jan-Carl Raspe, en el que es coneix com la «Nit de Stammheim». A conseqüència d'això, la RAF assassinà immediatament Schleyer en venjança, encara que sense cap benefici i amb la pèrdua d'alguns dels seus membres més importants.

## Desenvolupament
A les 11:00 h del dijous 13 d'octubre de 1977, el vol LH181 de Lufthansa, operat per un Boeing 737 (matriculat D-ABCE i conegut popularment com a «Landshut»), va enlairar-se de l'aeroport de Palma en direcció a Frankfurt. L'avió, pilotat pel comandant Jürgen Schumann i el copilot Jürgen Vietor, transportava a bord 86 passatgers.
Després de trenta minuts de vol, quan sobrevolava Marsella, l'aeronau va ser segrestada per un comando del FPLP liderat pel palestí Zohair Youssif Akache, de 23 anys, amb el sobrenom de «Capità Mahmud». Sota el seu mandat estaven tres segrestadors més: Souhaila Andrawes (22), Wabil Harb (23) i Hind Alameh (22). Mahmud va ordenar al capità Schumann que volés cap a Xipre, però, a causa de l'escassa autonomia de vol de l'aeronau, es van veure obligats a fer una primera parada a Roma.

### Recorregut
L'avió va aterrar en l'aeroport de Fiumicino a les 14:46 h per a proveir-se de carburant, fet que es va aconseguir després de dues hores de negociacions amb les autoritats italianes. Allà, el Capità Mahmud comunicà pertànyer al desconegut «Grup Tigre» i exigí al govern alemany l'alliberament d'onze militants de la RAF empresonats a Alemanya i de dos camarades del FPLP empresonats a Turquia, així com el lliurament de 15 milions de dòlars. En demanar-se l'alliberament de terroristes de la RAF, el govern del canceller federal Helmut Schmidt sospità que darrere de l'acció hi havia RAF i es negà a negociar.
De Roma sortí l'avió a les 16:45 h amb destinació a Beirut, però atès que el govern libanès no donà autorització perquè l'aparell aterrés en cap dels seus aeroports, el pilot es va veure amb la necessitat de fer una escala tècnica a l'aeroport de Làrnaca. L'objectiu dels terroristes era dirigir l'avió segrestat cap a algun país propalestí d'Orient Pròxim per a poder negociar en millors condicions amb el govern alemany. Entre les destinacions que tenien en ment estaven el Líban, l'Iraq, Bahrain o Iemen del Nord. Després de les parades per proveir-se de combustible a Dubai i Aden, l'aeronau finalment va arribar a Mogadiscio.

## L'aeronau després del segrest
Després de l'assalt de l'aeronau a Mogadiscio, aquesta es va reparar i va seguir volant en el servei regular de Lufthansa fins que es va vendre el 1985. Posteriorment, va ser utilitzat per altres sis companyies en serveis de passatgers i càrrega. Després de 38 anys de funcionament i uns 60.000 vols, l'aeronau restà estacionada en un aeròdrom tancat de Fortaleza.
El maig de 2017, el Ministeri d'Afers Exteriors alemany va comprar la màquina per un valor de ferralla d'uns 20.000 euros. El 23 de setembre de 2017, dos avions russos de transport de l'aerolínia Volga-Dnepr -un Antónov An-124 amb fuselatge i ales, així com un Il-76 amb seients i altres parts- van portar l'avió de tornada a Alemanya. Les dues màquines van desembarcar a l'aeroport de Friedrichshafen com a part d'una jornada de portes obertes del Museu Dornier, a la que també van assistir víctimes de segrest. El Landshut fou restaurat a la seva condició de 1977, i des de la tardor de 2019 s'exposa al Museu Dornier.